# إسحاق كرايغ
إسحاق كرايغ (بالإنجليزية: Isaac Craig)‏ هو سياسي أمريكي، ولد في 1742، وتوفي في 1826.